# Zygmunt Lorentz

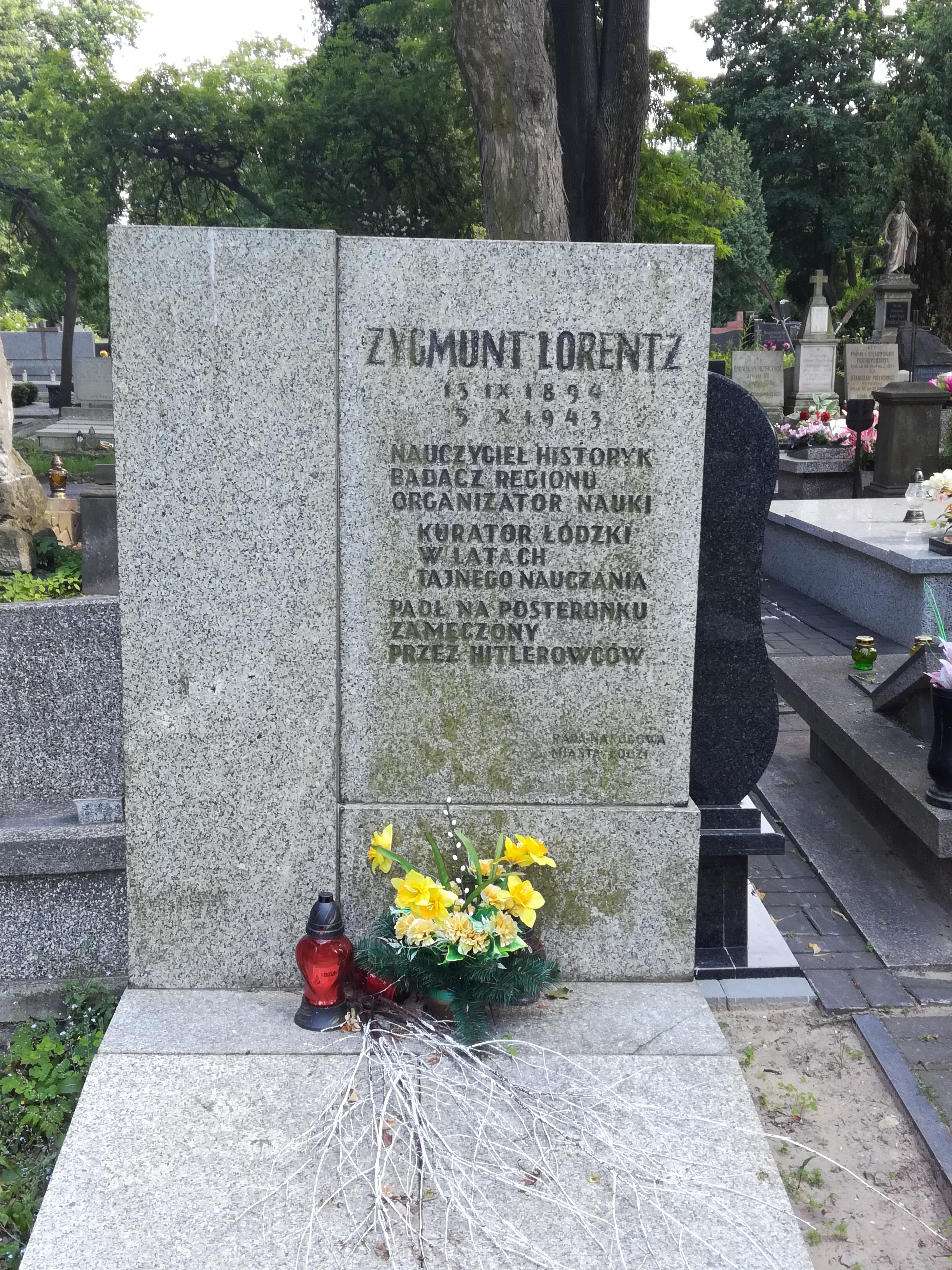
Grób Zygmunta Lorentza na Starym Cmentarzu w Łodzi

Zygmunt Lorentz (ur. 13 września 1894 w Orzeszkowie, pow. łęczyckim, zm. 5 października 1943 w Łodzi) – polski historyk i działacz kulturalny, nauczyciel historii w III Gimnazjum Męskim im. J. Piłsudskiego w Łodzi (obecnie III Liceum Ogólnokształcące im. Tadeusza Kościuszki w Łodzi), współorganizator i pierwszy prezes łódzkiego oddziału Polskiego Towarzystwa Historycznego.

## Życiorys
Pochodził z rodziny o tradycjach patriotycznych, jego dziadek ze strony matki – Edward Boerner walczył w powstaniu styczniowym, wuj, Ignacy Boerner, był bliskim współpracownikiem marszałka Józefa Piłsudskiego oraz ministrem poczt i telegrafów w rządach Kazimierza Świtalskiego, Kazimierza Bartla, Walerego Sławka, Józefa Piłsudskiego i Aleksandra Prystora. Jego rodzoną siostrą była Zofia Lorentz.
Ukończył czteroklasową Szkołę Handlową w Zgierzu, gdzie w tym czasie mieszkał. Następnie siedmioklasową Szkołę Handlową Zgromadzenia Kupców w Łodzi. W 1912 r. wyjechał do Krakowa, gdzie podjął studia na Wydziale Filozoficznym Uniwersytetu Jagiellońskiego. Tu z czasem zorganizował Koło Łódzkie Alma Mater Cracoviensis, którym kierował.
W 1914 r., po wybuchu I wojny światowej, przerwał studia i powrócił do Zgierza, gdzie przyjął posadę nauczyciela historii w ukończonej przez siebie Szkole Handlowej. W kolejnych latach wojennych pracował również w łódzkich szkołach: Gimnazjum Żeńskim Janiny Pryssewiczówny, Szkole Żeńskiej im. Elizy Orzeszkowej oraz Gimnazjum Żeńskim Anieli Rothert. W 1920 podjął ponownie studia na UJ m.in. pod kierunkiem polskich historyków Wacława Sobieskiego i Władysława Konopczyńskiego. Wstąpił również ochotniczo do Wojska Polskiego. Tu zajmował się propagandą wojskową na terenie województwa łódzkiego.
W 1922 r. powrócił do Łodzi gdzie objął posadę nauczyciela historii w Gimnazjum Męskim im. J. Piłsudskiego (obecnie III Liceum Ogólnokształcące im. T. Kościuszki, przy ul. H. Sienkiewicza 46). Tu też zamieszkał w niewielkim pokoiku w budynku szkolnym, co umożliwiało mu częsty kontakt z uczniami uczestniczącymi w zajęciach pozalekcyjnych. Wraz z dr Stefanem Kopcińskim był organizatorem powszechnego nauczania w Łodzi. Również z nim oraz m.in. z Leonem Starkiewiczem był członkiem Narodowej Loży Wolnomularzy im. Gabriela Narutowicza w Łodzi.
30 września 1927 r., na spotkaniu założycielskim, wybrany prezesem oddziału łódzkiego Polskiego Towarzystwa Historycznego, funkcję tę sprawował nieprzerwanie aż do wybuchu II wojny światowej. Jednocześnie, obok pracy w III Gimnazjum Miejskim im. J. Piłsudskiego pracował jako nauczyciel historii w Gimnazjum Żeńskim Anieli Rothert oraz Seminarium Nauczycielskim w Łodzi. Łódzkie PTH pod jego kierownictwem należało do jednego z najaktywniejszych i najliczniejszych w międzywojennej Polsce (III miejsce – 126 członków, po Warszawie i Lwowie). Wytyczył kierunki prac oddziału łódzkiego PTH nakierowaną przede wszystkim na badanie dziejów Łodzi i regionu łódzkiego jako wielkiego ośrodka przemysłowego w Polsce. Współdziałał w utworzeniu Komitetu Ratownictwa Kolegiaty w Tumie, jako bezcennego zabytku architektury romańskiej w Polsce. W 1933 r. zapoczątkował wydawanie ukazującego się do dzisiaj „Rocznika oddziału łódzkiego Polskiego Towarzystwa Historycznego” (dziś pod nazwą „Rocznik Łódzki”. Od 1935 r. zasiadał również w zarządzie lwowskiego PTH. W 1936 r. Z. Lorentz podjął inicjatywę zjednoczenia wszystkich łódzkich towarzystw naukowych i skoordynowania ich prac w jednym Towarzystwie Przyjaciół Nauk.
Od 1936 r. pełnił funkcję wykładowcy historii na wydziale humanistycznym łódzkiego oddziału Wolnej Wszechnicy Polskiej, protoplasty Uniwersytetu Łódzkiego. Owocami lat badań historycznych dokonanych przez Zygmunta Lorentza były m.in. wydana w 1926 r. monografia Narodziny Łodzi nowoczesnej oraz cykl odczytów i artykułów prezentowanych na łamach rocznika OŁ PTH. Głównymi tematami prowadzonych przez niego badań była historia miasta Łodzi i okolic oraz analiza pracy dydaktycznej historyka.
Niedługo po wybuchu II wojny światowej, wobec opuszczenia Łodzi przez władze miejskie i państwowe, 6 września, wszedł w skład utworzonego w tym dniu Komitetu Obywatelskiego m. Łodzi, w którym przyjął funkcję sekretarza. Pozostał w jego składzie do rozwiązania Komitetu przez Niemców z dniem 9 listopada 1939 r. W listopadzie 1939 r. wszedł w skład społecznego „Polskiego Komitetu Pomocy dla Zatrzymanych w Obozie w Radogoszczu”, który powstał na potrzeby dużej akcji represyjnej skierowanej przeciwko inteligencji Łodzi i województwa łódzkiego tzw. „Inteligenzaktion”. Komitet został rozwiązany na polecenie Niemców około połowy 1940 r.
W 1940 r. Zygmunt Lorentz został wysiedlony z Łodzi do Generalnego Gubernatorstwa i osiedlił się we wsi Karczówka k. Piotrkowa Trybunalskiego, skąd w 1941 r. wyjechał do Warszawy i włączył się w akcję tajnego nauczania. Rozpoczął również pracę w Archiwum Głównym Akt Dawnych, gdzie opracowywał dane dotyczące strat dóbr kultury i wysiedleń ludności z łódzkiego.
Kierownik Okręgowego Biura Oświaty i Kultury Okręgowej Delegatury Rządu Łódź. 13 września 1943 r., wobec praktycznego braku kontaktów z nauczycielami w Łodzi realizującymi tam na własną rękę tajne nauczanie, przyjechał do tego miasta z zamiarem nawiązania tychże kontaktów. Zatrzymał się u swego kuzyna, inż. Zygmunta Raua, aktywnego członka ZWZ–AK i tu – prawdopodobnie przypadkowo, gdyż Gestapo poszukiwało właściwie Raua – został w nocy z 16 na 17 września aresztowany, osadzony w więzieniu policyjnym przy Robert-Koch-Strasse 16 (obecnej dr S. Sterlinga 16) i w trakcie brutalnych przesłuchań zamordowany. Zmarł 5 października 1943 r. najprawdopodobniej w wyniku tortur zastosowanych wobec niego podczas śledztwa.
Pochowany został najpierw na jednym z dwóch łódzkich cmentarzy wyłącznie dostępnych dla pochówków Polaków w dzielnicy Chojny, na cmentarzu przy ul. Kurczaki. Po wojnie rodzina ekshumowała jego szczątki na cmentarz katolicki przy ul. Ogrodowej (kwatera 2-a).

## Publikacje Z. Lorentza (wybór)
- Narodziny Łodzi nowoczesnej (1926)[7].

## Upamiętnienie
- Zespół Szkół Przemysłu Spożywczego im. Zygmunta Lorentza, Łódź, ul. Ksawerego Praussa 4,
- tablica pamiątkowa nauczycieli poległych podczas II wojny światowej w holu wejściowym III LO im. T. Kościuszki, Łódź, ul. H. Sienkiewicza 46,
- ulica Zygmunta Lorentza, Koziny, Łódź (51°46′30,54″N 19°25′29,24″E/51,775150 19,424790).

## Ordery i odznaczenia
- Złoty Krzyż Zasługi (9 listopada 1931)[8]
- Medal Niepodległości (24 maja 1932)[9]
- Srebrny Wawrzyn Akademicki (7 listopada 1936)[10]